# Carlo Bevilacqua
Carlo Bevilacqua (Padova, 16 dicembre 1803 – Ginevra, 13 settembre 1875) è stato un politico italiano.
Fu nominato senatore del Regno di Sardegna con decreto del 18 marzo 1860.